# Paribatra Sukhumbandh

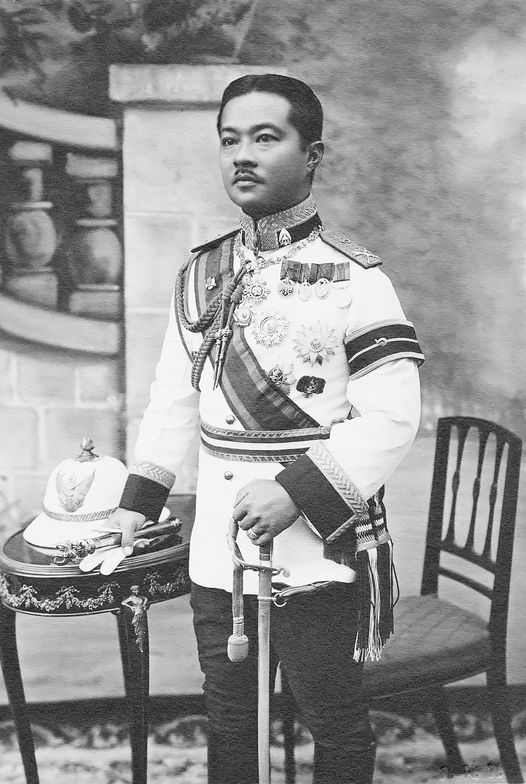
Prinz Paribatra Sukhumbhand, Fürst von Nakhon Sawan

Prinz Paribatra Sukhumbandh, Fürst von Nakhon Sawan (auch Sukhumbandhu, RTGS-Umschrift Boriphat Sukhumphan; Thai: สมเด็จพระเจ้าบรมวงศ์เธอ เจ้าฟ้าบริพัตรสุขุมพันธุ์ กรมพระนครสวรรค์วรพินิต; * 29. Juni 1881 in Bangkok; † 18. Januar 1944 in Bandung, Java, Niederländisch-Ostindien) war ein Mitglied des Königshauses von Siam (heute Thailand). Er war ein Sohn von König Chulalongkorn. Von 1926 bis 1928 war er Kriegsminister (Kalahom), von 1928 bis zum Ende der absoluten Monarchie 1932 Innen- und damit oberster Minister des Landes (Mahatthai).

## Kindheit und Ausbildung

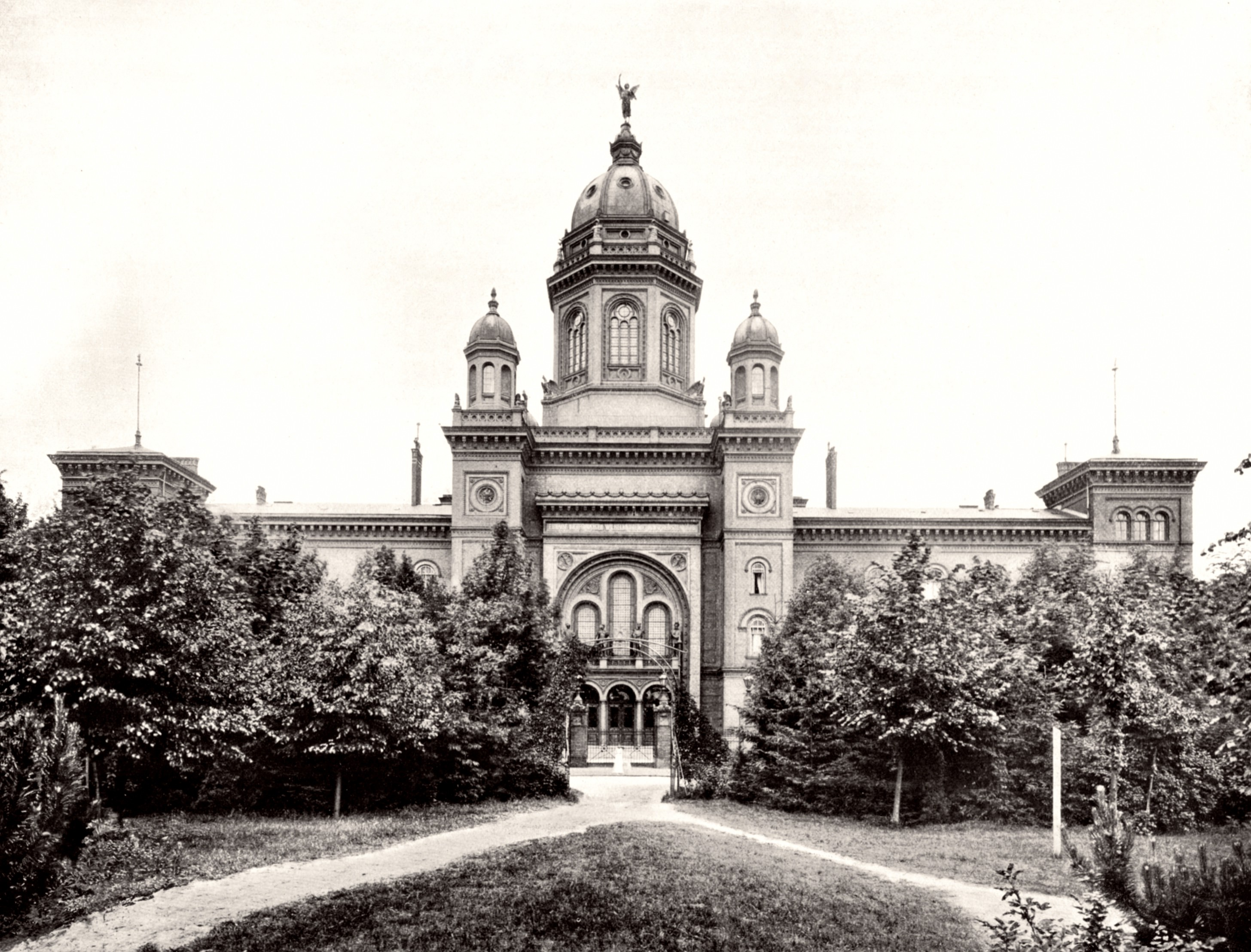
Hauptkadettenanstalt Berlin um 1900

Prinz Paribatra Sukhumbandh war das 33. Kind (und der 13. Sohn) von König Chulalongkorn (Rama V.) und wurde von einer dessen Hauptfrauen und Halbschwester Königin Sukhumala Marasri im Großen Palast geboren. Dort wurde er auch zunächst ausgebildet, wobei er eine Liebe zur traditionellen thailändischen Musik entwickelte. Er ging 1897 mit seinem Vater auf dessen mehrere Monate währende Europareise. 
Hier kam er in das preußische Kadettenkorps in Potsdam und absolvierte zunächst eine Voranstalt, wechselte später auf die Hauptkadettenanstalt in Groß-Lichterfelde. Hier wurden nicht nur militärische Kenntnisse und Fähigkeiten, sondern auch Themen aus dem Allgemeinwissen, wie sie in den preußischen Realgymnasien vermittelt wurden. Der Prinz wohnte zu jener Zeit am Halleschen Tor, sodass er wohl kaum den üblichen Tagesablauf wahrnehmen hat können; vielmehr stellte man einen Offizier zu seiner privaten Ausbildung, Hauptmann Albert Pasquay.
Ende April 1899 gehörte Paribatra Sukhumbandh als Fähnrich der Kriegsschule Potsdam an. Er forderte „den Fähnrich K., der ihn wegen nationaler Eigenthümlichkeiten verhöhnte“, zum Duell. Dabei wurde der Prinz leicht verletzt.
Am 22. März 1900 wurde er dem Garde-Grenadier-Regiment Nr. 4 „Königin Augusta“ am Tempelhofer Feld in Berlin als Fähnrich zugewiesen, bevor er sechs Monate an die Kriegsschule Kassel ging. Hier wurden die eigentlichen militärischen Themen in einem etwa fünfmonatigen Kursus behandelt: u. a. Taktik, Heeresorganisation, Waffenlehre, Befestigungslehre, Geländelehre, und Aufnehmen mit Planzeichnen, Militärgeschäftsstil und Dienstkenntnis. 1901 wurde der Prinz zum Leutnant befördert, kehrte dann zum 4. Garde-Grenadier-Regiment zurück und wurde anlässlich seiner Entlassung am 10. März 1903 zum Hauptmann befördert.

## Militärische Laufbahn
Nach seiner Rückkehr nach Siam wurde Prinz Paribatra zum Generalstabschef der siamesischen Streitkräfte ernannt, doch reiste er mit seinem Vater ein zweites Mal nach Deutschland, wo ihn Kaiser Wilhelm II. à la suite des Königin Augusta Garde-Grenadier-Regiment Nr. 4 stellte, so dass zwar keine dienstlichen Verpflichtungen hatte, jedoch die preußische Uniform tragen durfte.
König Chulalongkorn ernannte ihn 1904 zum Oberkommandierenden der siamesischen Marine. Nach dem Tod des Vaters wurde der Prinz unter seinem Halbbruder König Vajiravudh (Rama VI.) 1910 Marineminister und 1920 Heeresminister. Er war unter König Prajadhipok (Rama VII.), ebenfalls sein Halbbruder, ab 1925 Mitglied des Obersten Staatsrats, ab 1926 Kalahom (Kriegsminister) des Landes und ab 1928 Mahatthai (vergleichbar einem Innen- oder Premierminister). Durch den Staatsstreich im Juni 1932, der die absolute Monarchie in Siam beendete, wurde er entmachtet. Viele Mitglieder des Hauses Chakri mussten Siam verlassen, so auch Prinz Paribatra.

## Spätzeit
Die letzte Zeit seines Lebens verbrachte Prinz Paribatra in Bandung auf der niederländisch-ostindischen Insel Java, die 1942 von den Japanern erobert und bis 1945 gehalten wurde. Am 18. Januar 1944 starb Prinz Paribatra in Bandung. Erst 1950 wurde sein Leichnam kurz vor der Hochzeit von König Bhumibol Adulyadej mit Königin Sirikit nach Thailand überführt und in Bangkok im Sanam Luang nach buddhistischem Ritus eingeäschert.

## Familiäres
Prinz Paribatra Sukhumbandh wurde 1901 zum Fürsten von Nakhon Sawan gemacht. Er war zweimal verheiratet, und aus beiden Ehen entstammen Kinder:
- Prinzessin Prasongasom Jayanta (* 12. Dezember 1886; † 21. Juni 1956)
  - Prinz Chumbhotbongse Paribatra (* 5. Dezember 1904; † 15. September 1959)
  - Prinzessin Siriratana Busabong Paribatra (* 4. Januar 1906)
  - Prinzessin Suddhawongse Vichitra Paribatra (* 16. März 1907)
  - Prinzessin Bisishtha Sobsamaya Paribatra (* 21. September 1908; † 23. Februar 1974)
  - Prinzessin Churairatana Sirimarn Paribatra (24. Dezember 1909)
  - Prinzessin Chandrakanta Mani Paribatra (* 24. September 1912; † 30. Dezember 1977)
  - Prinz Priyajati Sukhumbandh Paribatra (* 4. Juni 1920; † 29. Mai 1922)

- Sombandh Palakawongse (* 29. November 1905; † 8. Februar 1980)
  - Prinzessin Induratana Paribatra (* 2. Februar 1922)
  - Prinz Sukhumabhinanda Paribatra (* 15. November 1923)

Prinz Paribatras Enkel, Mom Rajawongse Sukhumbhand Paribatra, ist ein Politiker der Demokratischen Partei (Thailand) und war von 2009 bis 2016 Gouverneur von Bangkok.